# Philogenia expansa
Philogenia expansa – gatunek ważki z rodziny Philogeniidae. Występuje na terenie Ameryki Środkowej.